# پادرنس د بوربا
پادرنس د بوربا (به اسپانیایی: Padrones de Bureba) یک شهرستان در اسپانیا است.